# Rhynchostegium muriculatum
Rhynchostegium muriculatum là một loài rêu trong họ Brachytheciaceae. Loài này được Hook. f. & Wilson Reichardt mô tả khoa học đầu tiên năm 1870.